# Nectandra yarinensis
Nectandra yarinensis är en lagerväxtart som beskrevs av Oswald Schmidt. Nectandra yarinensis ingår i släktet Nectandra och familjen lagerväxter. Inga underarter finns listade i Catalogue of Life.